# Paragymnomerus
Paragymnomerus  (лат.) — род одиночных ос семейства Vespidae. Около 7 видов.

## Распространение
Палеарктика. Для СССР указывалось 3 вида. В Европе 3 вида.

## Описание
Гнёзда в земле.  Взрослые самки охотятся на личинок насекомых  для откладывания в них яиц и в которых в будущим появится личинка осы. Провизия — ложногусеницы пилильщиков.

## Классификация
Около 7 видов.
- Paragymnomerus amitinorum Bluethgen, 1952[3]
- Paragymnomerus dusmeti Bluethgen, 1962
- Paragymnomerus excelsus (Kostylev, 1935)
- Paragymnomerus mammillatus (Moravitz, 1885)
- Paragymnomerus signaticollis (Moravitz, 1883)
- Paragymnomerus spiricorniformis (Bialicky-Birola, 1926)
- Paragymnomerus spiricornis (Spinola, 1808)